# (35431) 1998 BY6
1998 BY6 (asteroide 35431) é um asteroide da cintura principal. Possui uma excentricidade de 0.10816930 e uma inclinação de 5.40814º.
Este asteroide foi descoberto no dia 24 de janeiro de 1998 por Takao Kobayashi em Oizumi.